# 小平麻紀
小平 麻紀（こだいら まき）は、日本のアニメーション演出家、

## 参加作品

### テレビアニメ
2007年
- NARUTO -ナルト- 疾風伝（2007年 - 2017年、絵コンテ・演出）

2008年
- セキレイ（演出）

2009年
- WHITE ALBUM（絵コンテ・演出）
- アスラクライン（絵コンテ・演出）
- アスラクライン2（絵コンテ・演出）

2010年
- セキレイ〜Pure Engagement〜（絵コンテ・演出・演出補佐）

2011年
- DOG DAYS（演出）
- 遊☆戯☆王ZEXAL（2011年 - 2012年、演出）

2012年
- カンピオーネ! 〜まつろわぬ神々と神殺しの魔王〜（演出）
- ロック・リーの青春フルパワー忍伝（2012年 - 2013年、絵コンテ・演出）

2013年
- 問題児たちが異世界から来るそうですよ?（演出）
- ロウきゅーぶ!SS（演出）
- 幻影ヲ駆ケル太陽（演出）
- ぎんぎつね（絵コンテ）
- ポケットモンスター XY（2013年 - 2015年、演出）

2014年
- ベイビーステップ（2014年 - 2015年、絵コンテ・演出）
- トリニティセブン（絵コンテ・演出）

2015年
- ポケットモンスター XY&Z（2015年 - 2016年、演出）

2016年
- ポケットモンスター サン&ムーン（2016年 - 2019年、副監督・絵コンテ・演出）
- テラフォーマーズ リベンジ（演出）

2017年-
- BORUTO-ボルト- -NARUTO NEXT GENERATIONS-（絵コンテ・演出）

2017年
- 恋と嘘（絵コンテ・演出）

2018年
- つくもがみ貸します（絵コンテ）

2019年
- ポケットモンスター（2019年 - 2021年、監督・絵コンテ）

2021年
- WIXOSS DIVA(A)LIVE（演出）

2023年
- 七つの大罪 黙示録の四騎士（監督）
- 川越ボーイズ・シング（絵コンテ・演出）

### 劇場アニメ
- 魔法少女リリカルなのは The MOVIE 2nd A's（2012年、演出）
- 劇場版 トリニティセブン -悠久図書館と錬金術少女-（2017年、絵コンテ・演出）

### Webアニメ
- Shenmue the Animation（2022年、演出）